# Lupo III di Guascogna
Lupo Centulo (spagnolo Lope Centulo, francese Loup Centulle, basco Otsoa Wasco, e guascone Lop Centullo; ... – dopo l'819) fu duca di Guascogna dall'818 all'819.

## Origine
Figlio di Centulo, a sua volta figlio secondogenito del duca di Guascogna, Adelrico (ca. 742- ca. 800).

## Biografia
Nell'818, alla morte del cugino Garcia I, gli subentrò nel titolo di duca di Guascogna, cercando di essere indipendente.
Nell'818, il nuovo re d'Aquitania Pipino I, messo sul trono dal padre Ludovico il Pio, l'anno prima (817), chiese a Lupo III di riconoscere l'autorità regale. Al rifiuto del duca di Guascogna, l'imperatore stesso bandì dal suo regno Lupo III, che si ribellò, e nell'819, Pipino I entrò in armi in Guascogna, col conte Berengario di Tolosa ed il conte d'Alvernia, Guerino, che sconfissero Lupo e misero in fuga parecchi dei suoi sostenitori, tra cui suo fratello, Gersando, che fu ucciso durante la fuga. Lupo III, accusato di slealtà, fu immediatamente deposto ed esiliato, dando la Guascogna in amministrazione al conte Berengario di Tolosa.
Lupo morì, probabilmente, poco dopo essere stato bandito, anche se non si conoscono le circostanze, come conferma LA VASCONIE. PREMIERE PARTIE.

## Discendenza
Lupo Centulo, sempre secondo LA VASCONIE. PREMIERE PARTIE, dalla moglie (o amante) di cui non si conoscono né il nome né gli ascendenti, ebbe due figli:
- Donat Loup, conte di Bigorre, capostipite della dinastia di Bigorre, come conferma il documento n° XLIX del Recueil des historiens des Gaules et de la France. Tome 8[5];
- Centullo visconte di Béarn, capostipite dei Visconti di Béarn, come conferma il documento n° XLIX del Recueil des historiens des Gaules et de la France. Tome 8[5].

### Fonti primarie
- (LA)  Monumenta Germanica Historica, tomus primus.
- (LA)  Monumenta Germaniae Historica, tomus II.
- (LA)  Recueil des historiens des Gaules et de la France. Tome 8.

### Letteratura storiografica
- René Poupardin, "Ludovico il Pio", cap. XVIII, vol. II (L'espansione islamica e la nascita dell'Europa feudale) della Storia del Mondo Medievale, pp. 558–582.
- (FR)  LA VASCONIE. PREMIERE PARTIE.